# Edward Stanley Gibbons

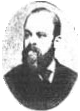
E. Stanley Gibbons (1840–1913)

Edward Stanley Gibbons (* 21. Juni 1840 in Plymouth; † 17. Februar 1913 in Kensington, London) war ein englischer Philatelist, der das nach ihm benannte Unternehmen Stanley Gibbons Ltd. gründete.
Edward Stanley Gibbons war der jüngste Sohn von William Gibbons, einem Apotheker, und dessen Frau Elisabeth Langride. In sein Geburtsjahr fiel die Ausgabe der weltweit ersten Briefmarken, der One Penny Black. Nach seiner Schulausbildung im Hallorans’ Collegiate Establishment arbeitete er einige Wochen als Angestellter in der ortsansässigen Navel Bank. Anschließend half er seinem Vater in dessen Apotheke aus.
Ein Jahr später, im Jahre 1856, eröffnete Edward Stanley Gibbons schließlich eine eigene kleine Briefmarkenhandlung in der Apotheke seines Vaters, nachdem er sich schon seit längerem für das Sammeln von Briefmarken interessiert hatte. Im Jahre 1863 kam er schließlich in den Besitz von zahlreichen seltenen Dreiecksmarken vom Kap der Guten Hoffnung. Er kaufte zwei Säcke dieser Briefmarken für nur £5 von zwei Matrosen, die diese in Kapstadt gewonnen hatten. Edward Stanley Gibbons konnte diese Briefmarken für sagenhafte £500 weiterverkaufen. Dies gab den Anstoß mit dem professionellen Handeln mit Briefmarken zu beginnen.
Edward Stanley Gibbons baute seine kleine Briefmarkenhandlung aus und gab ab 1865 sogar einen eigenen Briefmarkenkatalog heraus. Der Stanley Gibbons Katalog erscheint noch heute und ist somit der älteste noch erscheinende Briefmarkenkatalog der Welt.
Nach dem Tod seines Vaters im Jahre 1867 übernahm er dessen Geschäft. 1872 verkaufte er es jedoch und unterhielt die nächsten zwei Jahre eine größere Briefmarkenhandlung in Plymouth. Während dieser Zeit gab er auch eigene Briefmarkenalben heraus. Im Jahre 1874 zog es den erfolgreichen Geschäftsmann schließlich nach London, wo er ebenfalls ein Briefmarkengeschäft eröffnete. Dort begann er mit der monatlichen Ausgabe der philatelistischen Fachzeitschrift Gibbons Stamp Monthly.
Im Jahre 1890 verkaufte er schließlich sein Unternehmen für £ 25 000 und unternahm zahlreiche Reisen. Schließlich verstarb er am 17. Februar 1913 in London.